# Nancray-sur-Rimarde
Nancray-sur-Rimarde ist eine französische Gemeinde mit 571 Einwohnern (Stand: 1. Januar 2022) im Département Loiret in der Region Centre-Val de Loire. Sie gehört zum Kanton Le Malesherbois und zum Arrondissement Pithiviers. 
Sie grenzt im Nordwesten an Bouilly-en-Gâtinais, im Norden an Courcelles-le-Roi, im Nordosten an Batilly-en-Gâtinais, im Südosten an Boiscommun, im Süden an Nibelle und im Westen an Chambon-la-Forêt. Das Gemeindegebiet wird vom namengebenden Fluss Rimarde durchquert.

## Bevölkerungsentwicklung
| Jahr      | 1962 | 1968 | 1975 | 1982 | 1990 | 1999 | 2006 | 2018 |
| --------- | ---- | ---- | ---- | ---- | ---- | ---- | ---- | ---- |
| Einwohner | 435  | 408  | 361  | 362  | 424  | 430  | 465  | 587  |